# Medalhistas olímpicos do skate

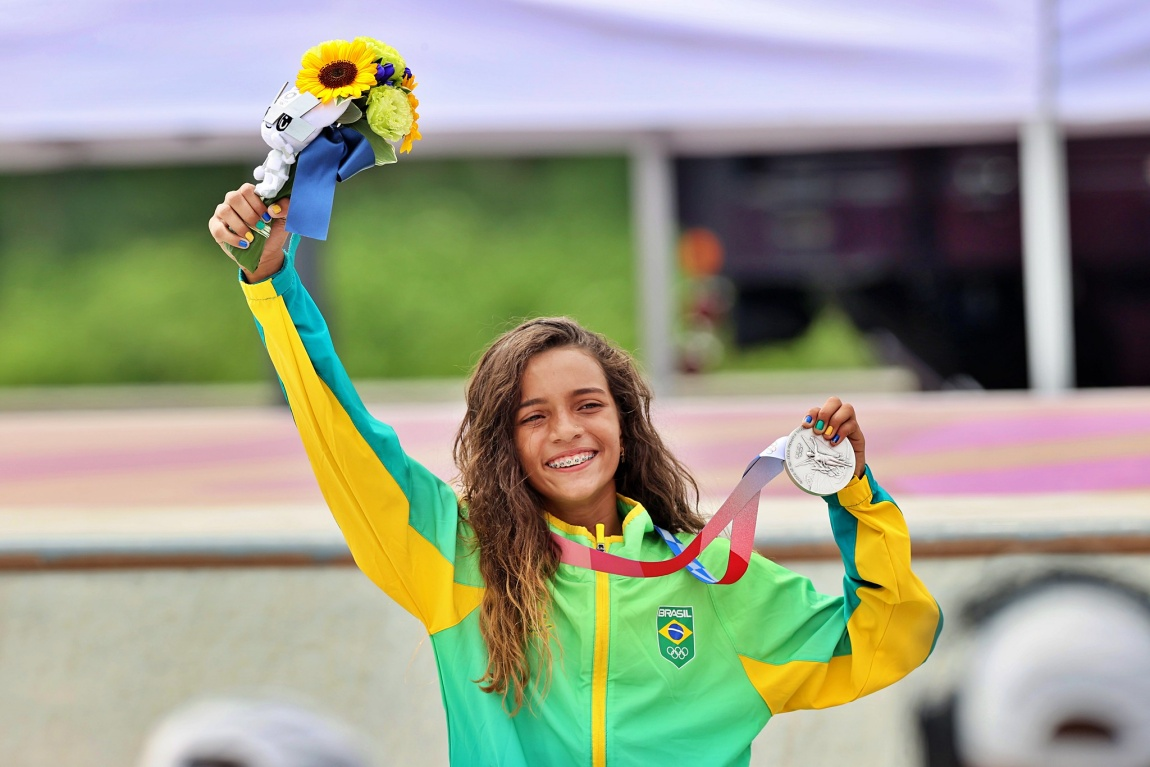
Rayssa Leal conquistou medalhas no street feminino nas duas edições.

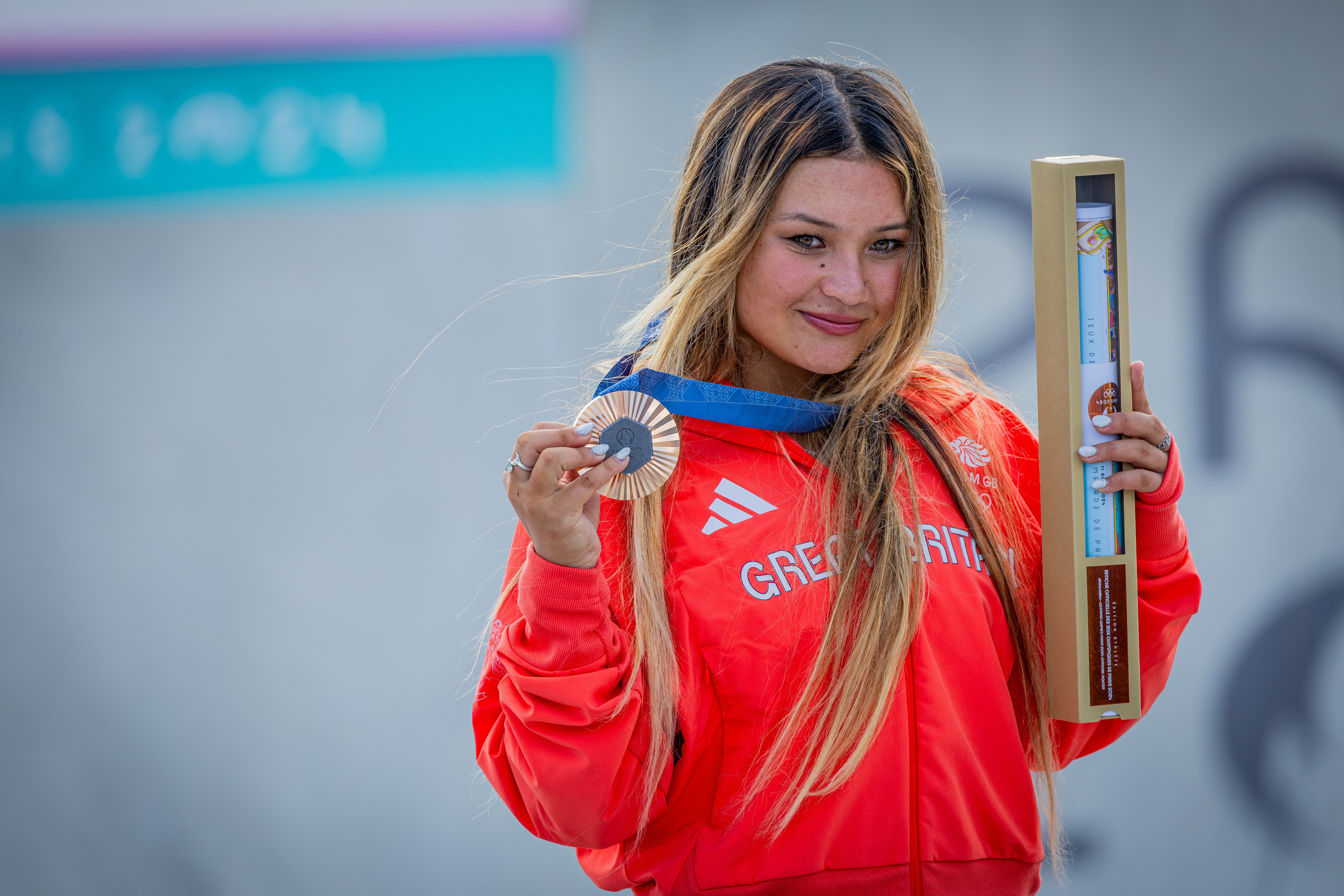
Sky Brown também medalhou nas duas edições do park feminino.

Segue a lista dos medalhistas olímpicos do skate:

## Feminino

### Street
| Evento               | Ouro                     | Prata                  | Bronze                  |
| -------------------- | ------------------------ | ---------------------- | ----------------------- |
| Tóquio 2020 detalhes | Momiji Nishiya JPN Japão | Rayssa Leal BRA Brasil | Funa Nakayama JPN Japão |
| Paris 2024 detalhes  | Coco Yoshizawa JPN Japão | Liz Akama JPN Japão    | Rayssa Leal BRA Brasil  |

### Park
| Evento               | Ouro                      | Prata                   | Bronze                     |
| -------------------- | ------------------------- | ----------------------- | -------------------------- |
| Tóquio 2020 detalhes | Sakura Yosozumi JPN Japão | Kokona Hiraki JPN Japão | Sky Brown GBR Grã-Bretanha |
| Paris 2024 detalhes  | Arisa Trew AUS Austrália  | Kokona Hiraki JPN Japão | Sky Brown GBR Grã-Bretanha |

## Masculino

### Street
| Evento               | Ouro                    | Prata                           | Bronze                          |
| -------------------- | ----------------------- | ------------------------------- | ------------------------------- |
| Tóquio 2020 detalhes | Yuto Horigome JPN Japão | Kelvin Hoefler BRA Brasil       | Jagger Eaton USA Estados Unidos |
| Paris 2024 detalhes  | Yuto Horigome JPN Japão | Jagger Eaton USA Estados Unidos | Nyjah Huston USA Estados Unidos |

### Park
| Evento               | Ouro                        | Prata                         | Bronze                         |
| -------------------- | --------------------------- | ----------------------------- | ------------------------------ |
| Tóquio 2020 detalhes | Keegan Palmer AUS Austrália | Pedro Barros BRA Brasil       | Cory Juneau USA Estados Unidos |
| Paris 2024 detalhes  | Keegan Palmer AUS Austrália | Tom Schaar USA Estados Unidos | Augusto Akio BRA Brasil        |